# Farvardin
Farvardin (perzsa betűkkel فروردین) az 1925-ben bevezetett, Iránban használatos iráni naptár első hónapja, az első tavaszi hónap. 31 napos; kezdete többnyire a világszerte használt Gergely-naptár szerinti március 21-re, utolsó napja pedig április 20-ra esik. Első napja az újév, azaz a nouruz ünnepe.